# Агрифољо (Потенца)
Агрифољо (итал. Agrifoglio) је насеље у Италији у округу Потенца, региону Базиликата.
Према процени из 2011. у насељу је живело 59 становника. Насеље се налази на надморској висини од 681 м.